# Eirik II di Norvegia
Re Eirik II di Norvegia (1268 – Bergen, 15 luglio 1299) fu Re di Norvegia dal 1280 al 1299.

## La vita
Eirik II di Norvegia era il più vecchio dei figli viventi di re Magnus VI di Norvegia e della moglie Ingeborg Eriksdatter di Danimarca, figlia di Eric IV di Danimarca. Quando ebbe cinque anni gli venne dato il titolo di re, da condividere con il padre, che aveva pianificato di incoronarlo quale sovrano, subordinato al suo potere, nell'estate 1280 quando Eirik avrebbe avuto dodici anni. Magnus purtroppo morì pochi mesi prima che la cerimonia avesse luogo e il figlio venne incoronato quale unico sovrano a Bergen, la giovane età di Eirik rese necessario un consiglio di reggenza formato per lo più da nobili del più alto lignaggio e probabilmente anche da sua madre Ingeborg. Eirik venne dichiarato maggiorenne nel 1282, ma si ritiene che tale consiglio abbia continuato ad esercitare una certa influenza durante il suo regno. Eirik aveva un fratello più piccolo, Haakon che dal 1273 era stato nominato Duca di Norvegia e nel 1280, quand'era appena decenne, aveva sotto il proprio controllo due grandi regioni, una nei dintorni di Oslo e l'altra a sud-ovest, nei pressi di Stavanger. Il re, che viveva abitutalmente a Bergen, nella zona occidentale del paese, aveva sotto la propria giurisdizione tutti i territori controllati dal fratello.
Nel 1281 Eirik sposò Margherita di Scozia, figlia di Alessandro III di Scozia, che morì due anni dopo dando alla luce una figlia:
- Margherita, che divenne regina di Scozia nel 1286 rimanendo al trono fino alla morte avvenuta nel 1290.

Margherita morì a soli sette anni e alla sua dipartita sorse la cosiddetta Grande causa, una disputa su chi dovesse ereditare il trono che coinvolse molte ricche famiglie di Scozia e anche qualche sovrano estero che sfociò, infine, nelle Guerre di indipendenza scozzesi. Lo stesso Eirik reclamò brevemente, e senza successo, la corona di Scozia per sé in quanto padre della defunta regina.
Nel 1293 Eirik si risposò con Isabella Bruce (1272circa-1358), sorella di Robert Bruce. I due non ebbero figli maschi, ma solo una bambina, Ingeborg Eriksdottir (1297-1357), che andò in sposa a Valdemaro Magnusson, duca di Finlandia (1280circa-1318) nel 1312.

## Il regno
Uno degli eventi più caratterizzanti del regno di Eirik fu la guerra contro la Danimarca che durò ad intermittenza fra il 1287 e il 1295, il principale motivo del contendere erano le pretese al trono che Eirik vantava attraverso la madre. A questo proposito egli strinse un'alleanza con un gruppo di nobili danesi, fra cui si distinguevano Jacob Nielsen, conte di Halland (morto 1309 circa) e Stig Andersen Hvide (morto 1293) che erano stati dichiarati fuorilegge per aver tentato di uccidere Eric V di Danimarca. Nel 1287 Eirik diede loro rifugio in Norvegia e due anni dopo, insieme ai due nobili, si mise al comando di una larga flotta che, raggiunta la Danimarca, bruciò la città di Elsinore e minacciò la sicurezza di Copenaghen. Altri attacchi del genere, mai risolutivi, si ripeterono nel 1290 e nel 1293 fino a che non venne siglata la pace nel 1295.
Eirik morì senza figli nel 1299 e gli successe il fratello Haakon V di Norvegia. Venne sepolto nella cattedrale di Bergen, demolita nel 1531.

## Ascendenza
|                       |                           |                           | Genitori                 |  |  | Nonni |  |  | Bisnonni               |  |  | Trisnonni            |  |
|                       |                           |                           |                          |  |  |       |  |  | Haakon III di Norvegia |  |  | Sverre I di Norvegia |  |
|                       |                           |                           |                          |  |  |       |  |  | Haakon III di Norvegia |  |  | Sverre I di Norvegia |  |
|                       |                           | Astrid Roesdatter         |                          |  |  |       |  |  | Haakon III di Norvegia |  |  |                      |  |
| Haakon IV di Norvegia |                           |                           |                          |  |  |       |  |  | Haakon III di Norvegia |  |  |                      |  |
|                       |                           | Inga di Varteig           | …                        |  |  |       |  |  |                        |  |  |                      |  |
|                       |                           | Inga di Varteig           | …                        |  |  |       |  |  |                        |  |  |                      |  |
|                       |                           | Inga di Varteig           | …                        |  |  |       |  |  |                        |  |  |                      |  |
| Magnus VI di Norvegia |                           | Inga di Varteig           |                          |  |  |       |  |  |                        |  |  |                      |  |
|                       |                           | Skule Bårdsson            | Bård Guttormsson         |  |  |       |  |  |                        |  |  |                      |  |
|                       |                           | Skule Bårdsson            | Bård Guttormsson         |  |  |       |  |  |                        |  |  |                      |  |
|                       |                           | Skule Bårdsson            | Ragnfrid Erlingsdotter   |  |  |       |  |  |                        |  |  |                      |  |
| Margrét Skúlesdóttir  |                           | Skule Bårdsson            |                          |  |  |       |  |  |                        |  |  |                      |  |
|                       |                           | Ragnhild Jonsdatter       | Jon Torbergsson          |  |  |       |  |  |                        |  |  |                      |  |
|                       |                           | Ragnhild Jonsdatter       | Jon Torbergsson          |  |  |       |  |  |                        |  |  |                      |  |
|                       |                           | Ragnhild Jonsdatter       | Ragnhild Erlingsdotter   |  |  |       |  |  |                        |  |  |                      |  |
| Eirik II di Norvegia  |                           | Ragnhild Jonsdatter       |                          |  |  |       |  |  |                        |  |  |                      |  |
|                       | Valdemaro II di Danimarca | Valdemaro I di Danimarca  |                          |  |  |       |  |  |                        |  |  |                      |  |
|                       | Valdemaro II di Danimarca | Valdemaro I di Danimarca  |                          |  |  |       |  |  |                        |  |  |                      |  |
|                       | Valdemaro II di Danimarca | Sofia di Minsk            |                          |  |  |       |  |  |                        |  |  |                      |  |
| Eric IV di Danimarca  | Valdemaro II di Danimarca |                           |                          |  |  |       |  |  |                        |  |  |                      |  |
|                       |                           | Berengaria del Portogallo | Sancho I del Portogallo  |  |  |       |  |  |                        |  |  |                      |  |
|                       |                           | Berengaria del Portogallo | Sancho I del Portogallo  |  |  |       |  |  |                        |  |  |                      |  |
|                       |                           | Berengaria del Portogallo | Dolce di Barcellona      |  |  |       |  |  |                        |  |  |                      |  |
| Ingeborg di Danimarca |                           | Berengaria del Portogallo |                          |  |  |       |  |  |                        |  |  |                      |  |
|                       |                           | Alberto I di Sassonia     | Bernardo di Sassonia     |  |  |       |  |  |                        |  |  |                      |  |
|                       |                           | Alberto I di Sassonia     | Bernardo di Sassonia     |  |  |       |  |  |                        |  |  |                      |  |
|                       |                           | Alberto I di Sassonia     | Birgitte di Danimarca    |  |  |       |  |  |                        |  |  |                      |  |
| Jutta di Sassonia     |                           | Alberto I di Sassonia     |                          |  |  |       |  |  |                        |  |  |                      |  |
|                       |                           | Agnes d'Austria           | Leopoldo VI di Babenberg |  |  |       |  |  |                        |  |  |                      |  |
|                       |                           | Agnes d'Austria           | Leopoldo VI di Babenberg |  |  |       |  |  |                        |  |  |                      |  |
|                       |                           | Agnes d'Austria           | Teodora Angelina         |  |  |       |  |  |                        |  |  |                      |  |
|                       |                           | Agnes d'Austria           |                          |  |  |       |  |  |                        |  |  |                      |  |